# Jean-Paul Rouleau
Pour les articles homonymes, voir Rouleau.
Jean-Paul Rouleau est un sociologue et professeur spécialisé en sociologie des religions, né en 1929 et décédé le 5 décembre 2016.  Il est professeur émérite de l'Université Laval.